# Toyota Aygo
El Toyota Aygo es un automóvil del segmento A producido por el fabricante japonés Toyota. Existen dos generaciones, lanzadas en los años 2005 (con cambios menores en 2009 y 2012) y 2014, disponibles en carrocerías hatchback de tres y cinco puertas.
Producido en Kolín, República Checa, es un automóvil resultado de la cooperación entre Toyota (Toyota Aygo) y el Grupo PSA (Citroën C1 y Peugeot 107/Peugeot 108), quienes son los propietarios de la fábrica. El diseño interior y exterior, equipación y versiones son personalizados por los fabricantes, aunque comparten características comunes como plataformas o motorizaciones.
El Toyota Aygo se presentó en el Salón del Automóvil de Ginebra de 2005. Su nombre está basado en la expresión "I-go" que en inglés implica movilidad, flexibilidad y un sentido urbano características aplicables a un turismo urbano.
- Datos: Q825358
- Multimedia: Toyota Aygo / Q825358